# Бідайколь
Бідайко́ль (каз. Бидайкөл) — село у складі Шиєлійського району Кизилординської області Казахстану. Адміністративний центр Байтерецького сільського округу.
У радянські часи село називалось Гігант.
Населення — 4077 осіб (2021; 2901 у 2009, 2616 у 1999, 1646 у 1989).